# Partecipanti al Giro di Lombardia 2022
Elenco dei partecipanti al Giro di Lombardia 2022.
Il Giro di Lombardia 2022 è stata la centosedicesima edizione della corsa. Alla competizione presero parte 25 squadre: 18 iscritte all'UCI World Tour 2022 e 7 UCI ProTeam.
Ciascuna delle squadre è composta da sette ciclisti, per un totale di 175 ciclisti.

## Corridori per squadra
Nota: R ritirato, NP non partito, FT fuori tempo, SQ squalificato
| UAE Team Emirates               | UAE Team Emirates               | UAE Team Emirates               | AG2R Citroën Team           | AG2R Citroën Team           | AG2R Citroën Team           | Alpecin-Deceuninck                 | Alpecin-Deceuninck                 | Alpecin-Deceuninck                 |
| ------------------------------- | ------------------------------- | ------------------------------- | --------------------------- | --------------------------- | --------------------------- | ---------------------------------- | ---------------------------------- | ---------------------------------- |
| N°                              | Ciclista                        | Clas.                           | N°                          | Ciclista                    | Clas.                       | N°                                 | Ciclista                           | Clas.                              |
| 1                               | Tadej Pogačar                   | 1°                              | 11                          | C. Champoussin              | 73°                         | 21                                 | Jay Vine                           | 64°                                |
| 2                               | Davide Formolo                  | 28°                             | 12                          | Clément Berthet             | 14°                         | 22                                 | Tobias Bayer                       | 84°                                |
| 3                               | João Almeida                    | R                               | 13                          | Geoffrey Bouchard           | R                           | 23                                 | Jimmy Janssens                     | 43°                                |
| 4                               | Marc Hirschi                    | 81°                             | 14                          | Felix Gall                  | R                           | 24                                 | Xandro Meurisse                    | R                                  |
| 5                               | Rafał Majka                     | 23°                             | 15                          | Jaakko Hänninen             | R                           | 25                                 | Stefano Oldani                     | 37°                                |
| 6                               | Alessandro Covi                 | R                               | 16                          | Aurélien Paret-Peintre      | 74°                         | 26                                 | Kristian Sbaragli                  | 90°                                |
| 7                               | Diego Ulissi                    | 26°                             | 17                          | Paul Lapeira                | 107°                        | 27                                 | Robert Stannard                    | R                                  |
| Astana Qazaqstan Team           | Astana Qazaqstan Team           | Astana Qazaqstan Team           | Bahrain Victorious          | Bahrain Victorious          | Bahrain Victorious          | Bardiani-CSF-Faizanè               | Bardiani-CSF-Faizanè               | Bardiani-CSF-Faizanè               |
| N°                              | Ciclista                        | Clas.                           | N°                          | Ciclista                    | Clas.                       | N°                                 | Ciclista                           | Clas.                              |
| 31                              | Vincenzo Nibali                 | 24°                             | 41                          | Damiano Caruso              | 62°                         | 51                                 | Filippo Zana                       | 75°                                |
| 32                              | Samuele Battistella             | R                               | 42                          | Mikel Landa                 | 3°                          | 52                                 | Luca Covili                        | 83°                                |
| 33                              | David de la Cruz                | R                               | 43                          | Gino Mäder                  | R                           | 53                                 | Omar El Gouzi                      | 93°                                |
| 34                              | Miguel Ángel López              | 65°                             | 44                          | Matej Mohorič               | 61°                         | 54                                 | Davide Gabburo                     | 96°                                |
| 35                              | Javier Romo                     | R                               | 45                          | Hermann Pernsteiner         | 39°                         | 55                                 | Henok Mulubrhan                    | R                                  |
| 36                              | Christian Scaroni               | R                               | 46                          | Wout Poels                  | R                           | 56                                 | Alex Tolio                         | R                                  |
| 37                              | Simone Velasco                  | 59°                             | 47                          | Edoardo Zambanini           | 45°                         | 57                                 | Alessandro Tonelli                 | 93°R                               |
| Bora-Hansgrohe                  | Bora-Hansgrohe                  | Bora-Hansgrohe                  | Caja Rural-Seguros RGA      | Caja Rural-Seguros RGA      | Caja Rural-Seguros RGA      | Cofidis                            | Cofidis                            | Cofidis                            |
| N°                              | Ciclista                        | Clas.                           | N°                          | Ciclista                    | Clas.                       | N°                                 | Ciclista                           | Clas.                              |
| 61                              | Wilco Kelderman                 | 60°                             | 71                          | Jonathan Lastra             | R                           | 81                                 | Guillaume Martin                   | 32°                                |
| 62                              | Giovanni Aleotti                | 63°                             | 72                          | Aritz Bagües                | 92°                         | 82                                 | François Bidard                    | R                                  |
| 63                              | Matteo Fabbro                   | 22°                             | 73                          | Fernando Barceló            | R                           | 83                                 | Thomas Champion                    | R                                  |
| 64                              | Felix Großschartner             | 102°                            | 74                          | Sergio Martín               | R                           | 84                                 | Simon Geschke                      | 46°                                |
| 65                              | Sergio Higuita                  | 4°                              | 75                          | Mikel Nieve                 | R                           | 85                                 | Jesús Herrada                      | 48°                                |
| 66                              | Patrick Konrad                  | 67°                             | 76                          | Eduard Prades               | 85°                         | 86                                 | Pierre-Luc Périchon                | R                                  |
| 67                              | Aleksandr Vlasov                | 18°                             | 77                          | Michal Schlegel             | R                           | 87                                 | Rémy Rochas                        | 25°                                |
| Drone Hopper-Androni Giocattoli | Drone Hopper-Androni Giocattoli | Drone Hopper-Androni Giocattoli | EF Education-EasyPost       | EF Education-EasyPost       | EF Education-EasyPost       | Eolo-Kometa Cycling Team           | Eolo-Kometa Cycling Team           | Eolo-Kometa Cycling Team           |
| N°                              | Ciclista                        | Clas.                           | N°                          | Ciclista                    | Clas.                       | N°                                 | Ciclista                           | Clas.                              |
| 91                              | Natnael Tesfatsion              | R                               | 101                         | Alberto Bettiol             | R                           | 111                                | Lorenzo Fortunato                  | R                                  |
| 92                              | Mattia Bais                     | 86°                             | 102                         | Odd Christian Eiking        | R                           | 112                                | Davide Bais                        | 100°                               |
| 93                              | Umberto Marengo                 | R                               | 103                         | Mark Padun                  | 36°                         | 113                                | Mark Christian                     | R                                  |
| 94                              | Andrij Ponomar                  | R                               | 104                         | Andrea Piccolo              | 11°                         | 114                                | Alessandro Fancellu                | 55°                                |
| 95                              | Simone Ravanelli                | 91°                             | 105                         | Neilson Powless             | 34°                         | 115                                | Erik Fetter                        | 104°                               |
| 96                              | Santiago Umba                   | 88°                             | 106                         | Sean Quinn                  | R                           | 116                                | Mirco Maestri                      | 99°                                |
| 97                              | Luca Chirico                    | R                               | 107                         | Rigoberto Urán              | 21°                         | 117                                | Samuele Rivi                       | 103°                               |
| Groupama-FDJ                    | Groupama-FDJ                    | Groupama-FDJ                    | Ineos Grenadiers            | Ineos Grenadiers            | Ineos Grenadiers            | Intermarché-Wanty-Gobert Matériaux | Intermarché-Wanty-Gobert Matériaux | Intermarché-Wanty-Gobert Matériaux |
| N°                              | Ciclista                        | Clas.                           | N°                          | Ciclista                    | Clas.                       | N°                                 | Ciclista                           | Clas.                              |
| 121                             | Quentin Pacher                  | 30°                             | 131                         | Adam Yates                  | 10°                         | 141                                | Lorenzo Rota                       | R                                  |
| 122                             | Bruno Armirail                  | R                               | 132                         | Laurens De Plus             | R                           | 142                                | Jan Bakelants                      | 33°                                |
| 123                             | Matthieu Ladagnous              | R                               | 133                         | Tao Geoghegan Hart          | 68°                         | 143                                | Quinten Hermans                    | R                                  |
| 124                             | Rudy Molard                     | 8°                              | 134                         | Daniel Martínez             | 17°                         | 144                                | Laurens Huys                       | 70°                                |
| 125                             | Michael Storer                  | 27°                             | 135                         | Carlos Rodríguez            | 5°                          | 145                                | Simone Petilli                     | 35°                                |
| 126                             | Attila Valter                   | R                               | 136                         | Pavel Sivakov               | R                           | 146                                | Domenico Pozzovivo                 | R                                  |
| 127                             | Lars van den Berg               | FT                              | 137                         | Ben Tulett                  | R                           | 147                                | Rein Taaramäe                      | R                                  |
| Israel-Premier Tech             | Israel-Premier Tech             | Israel-Premier Tech             | Jumbo-Visma                 | Jumbo-Visma                 | Jumbo-Visma                 | Lotto Soudal                       | Lotto Soudal                       | Lotto Soudal                       |
| N°                              | Ciclista                        | Clas.                           | N°                          | Ciclista                    | Clas.                       | N°                                 | Ciclista                           | Clas.                              |
| 151                             | Jakob Fuglsang                  | 71°                             | 161                         | Jonas Vingegaard            | 16°                         | 171                                | Tim Wellens                        | 58°                                |
| 152                             | Corbin Strong                   | 87°                             | 162                         | Koen Bouwman                | 79°                         | 172                                | Filippo Conca                      | R                                  |
| 153                             | Alessandro De Marchi            | 53°                             | 163                         | Tobias Foss                 | R                           | 173                                | Andreas Kron                       | 41°                                |
| 154                             | Carl Fredrik Hagen              | 97°                             | 164                         | Robert Gesink               | 77°                         | 174                                | Kamil Małecki                      | 105°                               |
| 155                             | Reto Hollenstein                | 89°                             | 165                         | Chris Harper                | 78°                         | 175                                | Maxim Van Gils                     | R                                  |
| 156                             | Alexander Cataford              | R                               | 166                         | Gijs Leemreize              | R                           | 176                                | Harm Vanhoucke                     | R                                  |
| 157                             | Michael Woods                   | R                               | 167                         | Sam Oomen                   | 47°                         | 177                                | Viktor Verschaeve                  | R                                  |
| Movistar Team                   | Movistar Team                   | Movistar Team                   | Quick-Step Alpha Vinyl Team | Quick-Step Alpha Vinyl Team | Quick-Step Alpha Vinyl Team | Team Arkéa-Samsic                  | Team Arkéa-Samsic                  | Team Arkéa-Samsic                  |
| N°                              | Ciclista                        | Clas.                           | N°                          | Ciclista                    | Clas.                       | N°                                 | Ciclista                           | Clas.                              |
| 181                             | Alejandro Valverde              | 6°                              | 191                         | Julian Alaphilippe          | 51°                         | 201                                | Warren Barguil                     | 12°                                |
| 182                             | Jorge Arcas                     | 95°                             | 192                         | Andrea Bagioli              | R                           | 202                                | Louis Barré                        | 49°                                |
| 183                             | Imanol Erviti                   | 94°                             | 193                         | Dries Devenyns              | R                           | 203                                | Nicolas Edet                       | R                                  |
| 184                             | Iván García Cortina             | R                               | 194                         | Mikkel Honoré               | 19°                         | 204                                | Élie Gesbert                       | R                                  |
| 185                             | Johan Jacobs                    | 106°                            | 195                         | Ilan Van Wilder             | 13°                         | 205                                | Simon Guglielmi                    | 52°                                |
| 186                             | Enric Mas                       | 2°                              | 196                         | Mauri Vansevenant           | 20°                         | 206                                | Michel Ries                        | R                                  |
| 187                             | José Joaquín Rojas              | 69°                             | 197                         | Louis Vervaeke              | R                           | 207                                | Kévin Vauquelin                    | 66°                                |
| Team BikeExchange-Jayco         | Team BikeExchange-Jayco         | Team BikeExchange-Jayco         | Team DSM                    | Team DSM                    | Team DSM                    | TotalEnergies                      | TotalEnergies                      | TotalEnergies                      |
| N°                              | Ciclista                        | Clas.                           | N°                          | Ciclista                    | Clas.                       | N°                                 | Ciclista                           | Clas.                              |
| 211                             | Matteo Sobrero                  | R                               | 221                         | Romain Bardet               | 9°                          | 231                                | Pierre Latour                      | 31°                                |
| 212                             | Alexandre Balmer                | 82°                             | 222                         | Thymen Arensman             | 76°                         | 232                                | Mathieu Burgaudeau                 | 56°                                |
| 213                             | Kevin Colleoni                  | R                               | 223                         | Marco Brenner               | 38°                         | 233                                | Víctor de la Parte                 | 80°                                |
| 214                             | Lawson Craddock                 | 54°                             | 224                         | Mark Donovan                | 72°                         | 234                                | Fabien Grellier                    | R                                  |
| 215                             | Tsgabu Grmay                    | R                               | 225                         | Chris Hamilton              | 57°                         | 235                                | Alan Jousseaume                    | 44°                                |
| 216                             | Tanel Kangert                   | R                               | 226                         | Andreas Leknessund          | 40°                         | 236                                | Paul Ourselin                      | R                                  |
| 217                             | Nick Schultz                    | 42°                             | 227                         | Martijn Tusveld             | R                           | 237                                | Alexis Vuillermoz                  | 29°                                |
| Trek-Segafredo                  |                                 |                                 |                             |                             |                             |                                    |                                    |                                    |
| N°                              | Ciclista                        | Clas.                           |                             |                             |                             |                                    |                                    |                                    |
| 241                             | Bauke Mollema                   | 7°                              |                             |                             |                             |                                    |                                    |                                    |
| 242                             | Julien Bernard                  | 101°                            |                             |                             |                             |                                    |                                    |                                    |
| 243                             | Giulio Ciccone                  | 15°                             |                             |                             |                             |                                    |                                    |                                    |
| 244                             | Kenny Elissonde                 | R                               |                             |                             |                             |                                    |                                    |                                    |
| 245                             | A. Gebreigzabhier               | R                               |                             |                             |                             |                                    |                                    |                                    |
| 246                             | Mattias Skjelmose               | R                               |                             |                             |                             |                                    |                                    |                                    |
| 247                             | Antwan Tolhoek                  | 50°                             |                             |                             |                             |                                    |                                    |                                    |